# Orquestra Ribeiro Bastos

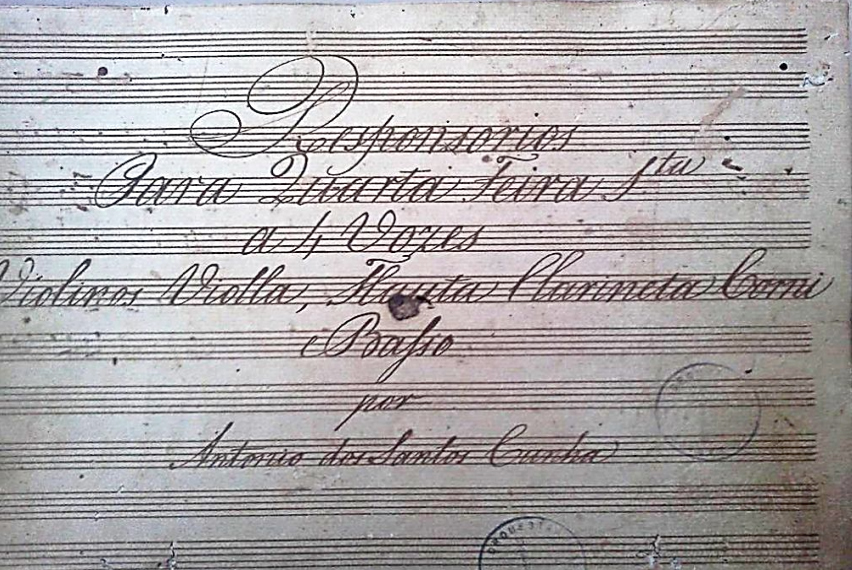
Detalhe da capa da Missa de Antônio dos Santos Cunha, do século XVIII, no arquivo da orquestra.

A Orquestra Ribeiro Bastos é um conjunto musical brasileiro estabelecido na cidade de São João del-Rei.
Uma tradição diz que foi fundada em 1790, mas essa data não tem comprovação documental. Há indícios de que estava em atividade já em 1786, quando seu diretor seria José Francisco Roma, e pode ser ainda mais antiga (1755 ?), mas sua existência só é atestada com segurança a partir de 1840, surgindo possivelmente como uma dissidência da Orquestra Lira Sanjoanense. A orquestra se dedicava principalmente a atender a demanda por música sacra nas atividades das irmandades com as quais mantinha contrato, mas também atuava em festividades organizadas pelo Senado da Câmara. Seu nome homenageia Martiniano Ribeiro Bastos, que dirigiu a orquestra de 1860 a 1912.
A orquestra é uma das mais antigas do Brasil ainda em atividade, mantendo seu espírito original de dedicação á música sacra, com um repertório antigo e moderno, privilegiando peças brasileiras dos séculos XVIII e XIX, fazendo apresentações em serviços religiosos e festividades. Seus integrantes são voluntários, amadores e profissionais, que não recebem remuneração. Conta com um coral e preserva um importante arquivo musical com obras que vão do século XVIII até a atualidade.